# Death Mask (film, 1998)
Pour les articles homonymes, voir Death Mask.
Death Mask est un film fantastique américain réalisé par Steve Latshaw sorti en 1998.

## Synopsis
Au beau milieu d'une fête foraine itinérante se trouve un homme, Wilbur Jonhson (James Best), qui a une affaire à régler. Tourmenté par son passé, il passe son temps à rêver à la nuit où il pourra assouvir sa vengeance. Angel (Linnea Quigley), une belle et séduisante danseuse avec qui il s'est lié d'amitié, le conduit chez une puissante sorcière. Là, Wilbur va vendre son âme au diable en échange d'un masque capable d'infliger subitement une mort violente à tous ceux qui le regardent.

## Fiche technique
- Titre : Death Mask
- Réalisation : Steve Latshaw
- Scénario : James Best
- Production : Dorothy Collier, Janneen Best,
- Sociétés de production : Best Friend Films Production
- Pays d'origine : États-Unis
- Genre : Fantastique
- Durée : 88 minutes
- Date de sortie : 1998

## Distribution
- James Best : Wilbur Jonhson
- Linnea Quigley : Angel Wilson
- John Nutten : Guido
- Brigtte Hill : Zaranda
- Diane Cantrell : Dawn
- Cynthia Beckert : Cindy
- Tom Ferguson : Le père de Wilbur
- Lolrilyn Alexander : Hattie

## Autour du film
- L'actrice Linnea Quigley avait déjà tourné sous la direction de Steve Latshaw dans le film d'épouvante Jack-O (1995).